# Kresnice (przystanek kolejowy)
Kresnice – stacja kolejowa w miejscowości Kresnice, w regionie Dolna Kraina, w Słowenii.
Stacja jest zarządzana przez SŽ-Infrastruktura.

## Linie kolejowe
- Dobova – Lublana